# Eduarda Santos Lisboa
Eduarda Santos Lisboa –conocida como Duda– (Aracaju, 1 de agosto de 1998) es una deportista brasileña que compite en voleibol, en la modalidad de playa.
Ganó dos medallas de  en el Campeonato Mundial de Vóley Playa, en los años 2022 y 2023. En los Juegos Panamericanos de 2023 obtuvo una medalla de oro en el torneo femenino.
Participó en los Juegos Olímpicos de Tokio 2020, ocupando el noveno lugar en el torneo femenino.

## Palmarés internacional
| Juegos Olímpicos     | Juegos Olímpicos  | Juegos Olímpicos | Juegos Olímpicos   |
| Año                  | Lugar             | Medalla          | Pareja             |
| -------------------- | ----------------- | ---------------- | ------------------ |
| 2024                 | París (Francia)   | Medalla de oro   | Ana Patrícia Ramos |
| Campeonato Mundial   |                   |                  |                    |
| Año                  | Lugar             | Medalla          | Pareja             |
| 2022                 | Roma (Italia)     | Medalla de oro   | Ana Patrícia Ramos |
| 2023                 | Tlaxcala (México) | Medalla de plata | Ana Patrícia Ramos |
| Juegos Panamericanos |                   |                  |                    |
| Año                  | Lugar             | Medalla          | Pareja             |
| 2023                 | Santiago (Chile)  | Medalla de oro   | Ana Patrícia Ramos |